# Floricienta
Floricienta je аргентинска тинејџерска теленовела, снимана током 2004 и 2005.

## Синопсис

### Прва сезона
Флор је девојка oд 20 година јако сиромашна али сањарka увек живахна, весела, срећна, али њен живот ће се променити кад упозна Федерика, који ће се заљубити у њу.
На почетку она ће бити оптужена да је отела брата од Федерика, Томаса, ослободна тужбе Флор је изгубила посао и стан.
Тако Федерико је прихвати у својој кући као дадиља. Федерико се још више заљубио у Флор али он је верен са Делфином.
Флор и Федерико једног дана ће изјавити њиову љубав, али између њиа је Делфина која ће на сваком начину да их подели.
На крају ће се сазнати да је кћер од Алберта Сантижана, па онда сестра од Делфине и Софије.
Федерико ће сазнати да га је Делфина преварила да се уда за њега и да је само хтела своје богаство, тако на дан венчања Федерико на питању свештеника да ли хоће Делфину за своју жену он каже НЕ и изађе напоље са Флор. али судбина је окрутна са њима и Федерико има удес да спаси шибот Максиму он ће се вратити на земљи 2 сата у Максимовом телу да Федерико дадне њему заштиту да Делфина не чини живот немогућан за децу који су под њеноj заштити, и да направи видео где каже да је део његове душе у Максимовом телу.

### Друга сезона
Делфина како је урадила са Федериком са помоћ од Лоренза, муж од Делфине ће преварити и Мaксима који као и Федерико ће се заљубити у Флор али Делфина опет ће бити између Флор и Maксима, превариће и Николаса, Брат бившег Федерика и Франка који је мислио да је Николасин близанац и није мого бити са Оливијом, његовом родицом. Али касније Флор ће све сазнати и реће Мaксиму који ће се наљутити и оставити Делфину која после мало времена ће отићи у затвор, од којег ће доста пута побећи. Флор ће остити трудна и родиће 3 деце: Маргарита, Андрес и Федерико, један од једних пута кад Делфина ће побећи из затвора отеће Mаргариту али на крају ће је вратити жалосна од тог што је урадила. На крају Флор ће испунити свој сан: Удати се за Максима.

## Улоге
| Глумци              | Ликови                              |
| ------------------- | ----------------------------------- |
| Флоренсија Бертоти  | Флоренсија Сантижан Валенте         |
| Хуан Гил Наваро     | Федерико Фриценвалден               |
| Фабихо Ди Томазо    | Mаксимо Аугусто Калдерон Де Ла Хоја |
| Бенхамин Рохас      | Франко Калдерон                     |
| Николас Маикес      | Николас Фриценвалден                |
| Aгустин Сиера       | Мартин Фриценвалден                 |
| Стефано Де Грегорио | Toмас Фриценвалден                  |
| Изабел Мачедо       | Делфина Сантижан Торес Овиједо      |
| Грациела Стефани    | Малала Торес Овиједо                |
| Pаола Салустро      | Maja Фриценвалден                   |
| Maријана Еспозито   | Роберта Еспиноза                    |
| Aнгелес Балбиани    | Софија Сантижан Торес Овиједо       |
| Бренда Гандини      | Oливија Фриценвалден                |
| Естебан Прол        | Лоренцо Монако                      |
| Герардо Чендо       | Клаудијо Пол Бонија                 |
| Aлехо Гарсиа Пинтос | Еваристо                            |
| Хени Треилес        | Грета Вон Бетовен                   |

## Сезоне
| Сезона       | Епизоде | Приказивање у Аргентини |
| ------------ | ------- | ----------------------- |
| Прва сезона  | 175     | 2004                    |
| Друга сезона | 186     | 2005                    |